# おんど2000
おんど2000は、国土交通省中国地方整備局が運用する海面清掃船（海洋環境整備船）である。

## 概要
国土交通省設置法第4条103に定められた「国が行う海洋の汚染の防除に関する業務に関すること」に基づき、東京湾、伊勢湾、瀬戸内海、有明海・八代海の閉鎖性水域で、浮遊ごみ・流木・流出油などの回収を実施するため、国土交通省が配備している12隻の海洋環境整備船の一隻である。
1974年に就航した海面清掃船「おんど」の代船として前畑造船で建造され、2000年に就航した。中国地方整備局広島港湾・空港整備事務所に配備され、呉港を母港として広島湾および安芸灘（清掃面積2,400km2）で浮遊ごみ・流木などの回収および油防除業務を行っている。
2016年4月14日に発生した熊本地震では、呉港から別府港へ支援物資の緊急輸送を行い、4月18日に到着した。
2017年7月に発生した九州北部豪雨では、緊急災害対策派遣隊（TEC-FORCE）応急対策班（航路啓開）として派遣され、7月13日から通常の清掃担当区域外である周防灘で流木・漂流ゴミの回収を行っている。

## 設計
鋼製の双胴船で、上部構造物はアルミ製である。浮遊ごみ・流木回収業務・油防除業務に必要な操船性を確保するため、バウスラスターおよびジョイスティック操船装置を装備している。
船体後部は作業甲板となっており、ゴミ回収装置、多関節クレーンなどのほか、海象データ収録解析装置、水質測定装置、機関データ収集装置などを装備する。2007年度には、長尺ゴミの回収効率を高めるためグラップルへのカッター追加、流出油回収機能を高めるため油回収器の装備など、能力向上のための改修が行われている。